# 天地豪情 (專輯)
《天地豪情》是香港歌手黎明的錄音室專輯，全碟由陳永明監製，收錄了10首歌曲，專輯於1995年5月由唱片公司寶麗金以鐳射唱片及卡式錄音帶形式首次發行，並曾經登上IFPI的唱片銷量榜冠軍。

## 背景
自1993年開始，黎明擔任和記電訊的廣告代言人，掀起了以黎明為主角並演繹主題曲的廣告熱潮。1994年，和記電訊製作一輯時長三分半鐘，名為「天地情緣」的廣告，並創作廣告主題曲〈那有一天不想你〉，該廣告在香港的所有免費電視頻道的黃金時段同步播出，引起大眾關注，並達到宣傳效果。1995年，和記電訊以同樣模式製作及推出另一輯時長約四分鐘，名為「天地豪情」的廣告，由同一班底創作及主唱廣告主題曲〈一生最愛就是你〉，此歌曲收錄於《天地豪情》專輯並成為主打歌之一。同年，香港商業電台提倡「原創歌運動」，抵制改編歌曲，支持香港本地原創作品，唱片公司的製作方向因此受到影響。此外，在《天地豪情》專輯推出前的1995年初，黎明當時的經理人李進約滿離開百事活娛樂事業有限公司，其職務由陳善之接任。

## 製作
《天地豪情》以黎明的突擊隊造型為專輯封面主題，專輯收錄了10首歌曲，當中香港本土原創作品佔8首，分別由林慕德、C.Y.Kong、唐奕聰及譚詠麟作曲，其餘2首歌曲〈月亮下求你一吻〉及〈Just For Fun〉是改編作品。

## 曲目列表
| 曲序     | 曲目           |            | 作曲                 | 编曲       | 备注                                     | 时长  |
| -------- | -------------- | ---------- | -------------------- | ---------- | ---------------------------------------- | ----- |
| 1.       | 一生最愛就是你 | 向雪懷     | 林慕德               | 林慕德     |                                          | 4:19  |
| 2.       | 明日世界更漂亮 | 簡寧       | 林慕德               | 陳澤忠     | 《無綫兒童節95》大會主題曲               | 4:12  |
| 3.       | 請你留在我身邊 | 簡寧       | 林慕德               | 林慕德     |                                          | 4:17  |
| 4.       | 月亮下求你一吻 | 劉卓輝     | 桑田佳祐             | 唐奕聰     | 原曲為的南方之星的〈エロティカ・セブン〉 | 4:09  |
| 5.       | 醉溫馨         | C. Y. Kong | C. Y. Kong           | C. Y. Kong |                                          | 4:09  |
| 6.       | Just For Fun   | 劉卓輝     | K.Burgess G.Bregovic | 唐奕聰     | 關淑怡和音                               | 4:24  |
| 7.       | 十字天使       | 向雪懷     | C. Y. Kong           | C. Y. Kong |                                          | 4:32  |
| 8.       | 夢想成真       | 簡寧       | 唐奕聰               | 唐奕聰     |                                          | 3:22  |
| 9.       | 飄             | 簡寧       | 譚詠麟               | 陳嘉樂     |                                          | 3:40  |
| 10.      | 溫暖人間       | 向雪懷     | C. Y. Kong           | C. Y. Kong |                                          | 3:44  |
| 总时长： | 总时长：       | 总时长：   | 总时长：             | 总时长：   | 总时长：                                 | 40:45 |

## 幕後製作人員
以下是《天地豪情》的幕後製作人員名單：
- 鍵琴：林慕德（曲目1）、唐奕聰（曲目4,6,8）、C.Y. Kong（曲目5,7,10）、陳嘉樂（曲目9）
- 結他：蘇德華（曲目1,2,9）、谷中仁（曲目4,8）
- 敲擊樂：Melchior Sarreal（曲目8）
- 電子樂器：林慕德（曲目1）、陳澤忠（曲目2）、唐奕聰（曲目4,6,8）、C.Y. Kong（曲目5,7,10）
- 和音：張偉文（曲目1－4,9,10）、鄭鴻昌（曲目1,3,4,9,10）、陳美鳳（曲目1－4,9,10）、李小梅（曲目1－4,9,10）、雷有曜（曲目2）、天濛光（曲目4,5,7）、關淑怡（曲目6）、Wink & The Wild Boys（曲目6）
- 錄音：周初晨、吳子良、何長喜、李端嫻
- 美術指導：Jackson Lee
- 攝影：張文華[12]
- 助理監製、混音：吳子良
- 監製：陳永明
- 經理人公司：百事活娛樂事業有限公司

## 流行榜成績
以下是《天地豪情》專輯的派台歌曲名單，以及其歌曲在香港四大電子媒體音樂流行榜的最高位置。
| 派台歌曲／流行榜   | 903專業推介 | 中文歌曲龍虎榜 | 新城電台勁爆本地榜 | 勁歌金榜 |
| ------------------ | ----------- | -------------- | ------------------ | -------- |
| 〈一生最愛就是你〉 | 冠軍        | 兩週冠軍       | 三週冠軍           | 冠軍     |
| 〈十字天使〉       | 第22位      | 第14位         | 未能上榜           | 未能上榜 |
| 〈明日世界更漂亮〉 | 第19位      | 第13位         | 未能上榜           | 第5位    |
| 〈月亮下求你一吻〉 | 第3位       | 第3位          | 第2位              | 未能上榜 |

## 獎項
以下是收錄於《天地豪情》專輯的歌曲獲頒發的獎項：
- 電視廣播有限公司1995年度勁歌金曲季選——第二季得獎歌曲〈一生最愛就是你〉[18]
- 香港電台1995年度十大中文金曲頒獎音樂會——十大中文金曲獎〈一生最愛就是你〉[19]
- 新城電台1995年度新城勁爆頒獎禮——廣告歌曲獎金獎〈一生最愛就是你〉
- 新城電台1995年度金心情歌頒獎禮——本地金心情歌金獎〈一生最愛就是你〉